# Падре Ранчитос (Аризона)
Падре Ранчитос (енгл. Padre Ranchitos) насељено је место без административног статуса у америчкој савезној држави Аризона.

## Демографија
По попису из 2010. године број становника је 171.
| Група             | 2000.    | 2010.       |
| Белци             | 0 (0,0%) | 22 (12,9%)  |
| Афроамериканци    | 0 (0,0%) | 1 (0,6%)    |
| Азијати           | 0 (0,0%) | 10 (5,8%)   |
| Хиспаноамериканци | 0 (0,0%) | 134 (78,4%) |
| Укупно            | 0        | 171         |